# Il ritmo del silenzio
Il ritmo del silenzio è un film italiano del 1992 diretto da Andrea Marfori.
Il film è stato girato in lingua inglese.

## Trama
L'americano Larry è a Ginevra per lavoro. Viene però richiamato in Italia da un misterioso telegramma della fidanzata Jamie Lee, che abita a Genova. Larry tenta di rintracciarla, ma Jamie è sparita. L'uomo scopre che la donna aveva conoscenze vicine al giro della malavita: Nina, una tossicodipendente vicina di casa di Jamie, Laura, un'altra tossicodipendente, e Bella Blu, una prostituta. Quest'ultima si offre di aiutare Larry nella ricerca di Jamie, e così porta l'uomo da Ute, una tedesca che gestisce un albergo a ore. Ute conosce Jamie, ma non sa dove sia. Poco dopo, Larry viene brutalmente aggredito: si tratta di un avvertimento per spaventarlo e farlo desistere dalla ricerca di Jamie. Ute lo soccorre e i due intrecciano una relazione. Ma Larry non sa di essere finito fra due bande criminali che infestano il porto della città: da una parte il boss della droga Nerescu, dall'altra madame Positano, che controlla la prostituzione. Entrambi sono convinti che Larry abbia con sé il diario di Jamie, in cui sono riportate informazioni che metterebbero a repentaglio i loschi affari delle bande, e a causa del quale Jamie è stata uccisa. Larry, però, non è in possesso di alcun diario. Nel tentativo di recuperare l'oggetto, le bande danno vita a una guerra di cui rimangono vittime sia Nina che Bella Blu. Ute e Larry si salvano invece per miracolo, mentre Nerescu e madame Positano si uccidono a vicenda.

## Distribuzione
Girato nell'estate del 1991, il film viene distribuito in Italia nel 1992 dall'Istituto Luce e negli Stati Uniti d'America nel 1993. Internazionalmente è conosciuto con diversi titoli: Desperate Crimes, Mafia Docks e Port Of Crime.